# Helichrysum newii
Genre
Classification phylogénétique
Helichrysum newii est une espèce de plante à fleurs du Helichrysum présente dans le parc national de Kilimandjaro.